# La Libertad (nummer)
La Libertad is een single van de Spaans-Duitse zanger Álvaro Soler. Het nummer werd uitgebracht op 10 mei 2019 als single en kwam daarnaast ook uit als bonustrack van Alvaro's cd Mar de Colores (Versión Extendida). In zijn nummer 'La Libertad' verkondigt Álvaro de boodschap dat vrijheid in vele landen niet vanzelfsprekend is, terwijl dit in Europa door velen als normaal wordt beschouwd.

## Videoclip
De officiële videoclip van La Libertad werd gepubliceerd op Youtube op 10 mei 2019 en werd 14 dagen eerder opgenomen in het Catalaanse dorp Cadaqués, gelegen aan de Costa Brava. In de video reizen Álvaro en zijn bandleden in een tourbus langs de Costa Brava en daarna dansen ze met een groepje mensen op een strand in Cadaqués.

## Hitnoteringen
| Land                                           | Hoogste positie |
| ---------------------------------------------- | --------------- |
| Tsjechische Republiek (Rádio Top 100)          | 1               |
| Slowakije (Radio Top 100)                      | 8               |
| Slovenië (SloTop50)                            | 10              |
| Polen (Polish Airplay Top 100)                 | 18              |
| Hongarije (Single Top 40 Hu)                   | 24              |
| Verenigde Staten (Billboard Latin Pop Airplay) | 26              |
| België (Ultratop Vlaanderen)                   | 28              |
| Nederland (Nederlandse Top 40)                 | 49              |
| Oostenrijk (Ö3 Austria Top 40)                 | 51              |
| Duitsland (Musikmarkt Top 100)                 | 62              |
| Zwitserland (Schweizer Hitparade)              | 65              |
| Italië (FIMI)                                  | 67              |